# Нарев (футбольный клуб)
«Нарев» (польск. MZKS Narew 1962 Ostrołęka) — польский футбольный клуб из Остроленки, в настоящее время выступает в польской четвёртой лиге (мазовецкая группа).

## История
Клуб был создан 27 июля 1962 года в результате объединения трёх существующих клубов: «Турбина», «Целлюлоза» и «Нарев». Нарев добился успеха на региональном уровне и в лучшем случае играл на третьем уровне соревнования (сезоны 1976/77-1977/78, 1981/82-1982/83, 1985/86-1987/88 и 1990/91-1994/95).
Осенью 2015 года клуб был снят с чемпионата четвёртой лиги из-за организационных и финансовых проблем. Молодёжные команды также были выведены.
8 сентября 2016 года года учредительное собрание новой ассоциации — MZKS Narew 1962 Ostrołęka — формально не было продолжением деятельности предыдущего клуба, но культивационное имя и традиции Нарвии (сокращение от «MZKS» не развивается, это ссылка на историческое название клуба).
После реактивации Нарев начала играть в классе B, отметив три повышения за четыре года.

## Известные игроки
- Лукаш Гжещик
- Петр Гуженда
- Мариуш Марчак